# Гарвін (Міннесота)
Гарвін (англ. Garvin) — місто (англ. city) в США, в окрузі Лайон штату Міннесота. Населення — 124 особи (2020).

## Географія
Гарвін розташований за координатами 44°12′45″ пн. ш. 95°45′36″ зх. д. / 44.21250° пн. ш. 95.76000° зх. д. (44.212556, -95.760131).  За даними Бюро перепису населення США в 2010 році місто мало площу 0,72 км², з яких 0,69 км² — суходіл та 0,03 км² — водойми.

## Демографія
Згідно з переписом 2010 року, у місті мешкало 135 осіб у 52 домогосподарствах у складі 38 родин. Густота населення становила 188 осіб/км².  Було 62 помешкання (87/км²).
Расовий склад населення:
| - 97,0 % — білих |

До двох чи більше рас належало 3,0 %. Частка іспаномовних становила 0,0 % від усіх жителів.
За віковим діапазоном населення розподілялося таким чином: 26,7 % — особи молодші 18 років, 65,9 % — особи у віці 18—64 років, 7,4 % — особи у віці 65 років та старші. Медіана віку мешканця становила 38,5 року. На 100 осіб жіночої статі у місті припадало 117,7 чоловіків;  на 100 жінок у віці від 18 років та старших — 115,2 чоловіків також старших 18 років.
Середній дохід на одне домашнє господарство  становив 40 660 доларів США (медіана — 33 750), а середній дохід на одну сім'ю — 45 958 доларів (медіана — 41 667). Медіана доходів становила 31 964 долари для чоловіків та 34 063 долари для жінок. За межею бідності перебувало 15,8 % осіб, у тому числі 11,5 % дітей у віці до 18 років та 16,7 % осіб у віці 65 років та старших.
Цивільне працевлаштоване населення становило 53 особи. Основні галузі зайнятості: роздрібна торгівля — 26,4 %, виробництво — 24,5 %, освіта, охорона здоров'я та соціальна допомога — 17,0 %.